# Château de Tokushima
Le château de Tokushima (徳島城, Tokushima-jō) était un château japonais situé à Tokushima, dans la préfecture éponyme. Il n'en reste à présent que quelques vestiges.

## Histoire
En 1585, Hachisuka Iemasa reçut le domaine de Tokushima de Toyotomi Hideyoshi et commença la construction du château sur une colline près du fleuve Yoshino. En 1615, Iemasa envoya son fils Yoshishige pour soutenir Tokugawa Ieyasu lors du deuxième siège d'Osaka, ce qui permit d'inclure la province d'Awaji aux possessions du clan.
Le clan Hachisuka dirigea le château de Tokushima jusqu'à la restauration de Meiji. Il fut démantelé à partir de 1873 et seule une porte du château, la porte de l'aigle, fût conservée. Mais cette dernière fût détruite à la suite d'un raid aérien en juillet 1945. Aujourd'hui il ne reste que les vestiges des douves ainsi qu'une reconstruction de la porte de l'aigle datant de 1989. Le site est occupé par un parc, le jardin Omotegoden, le musée du château ainsi que plusieurs édifices de la municipalité de Tokushima (bâtiment administratif, école, gymnase...).

## Galerie

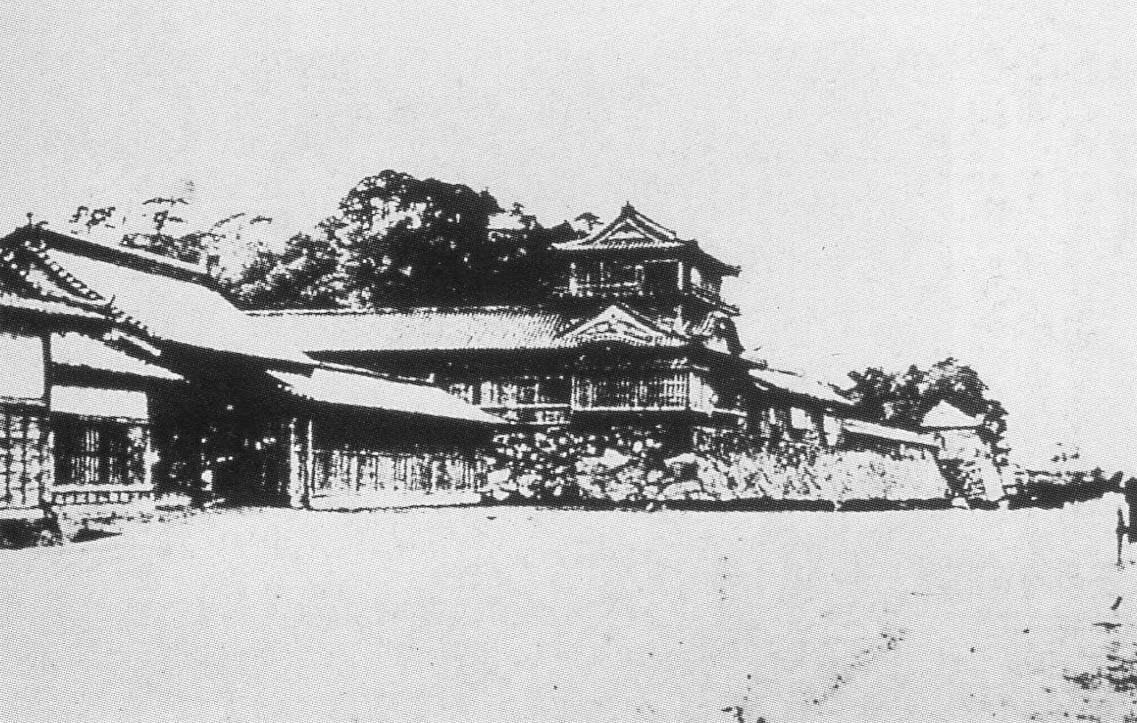
Ancienne photographie du château de Tokushima.
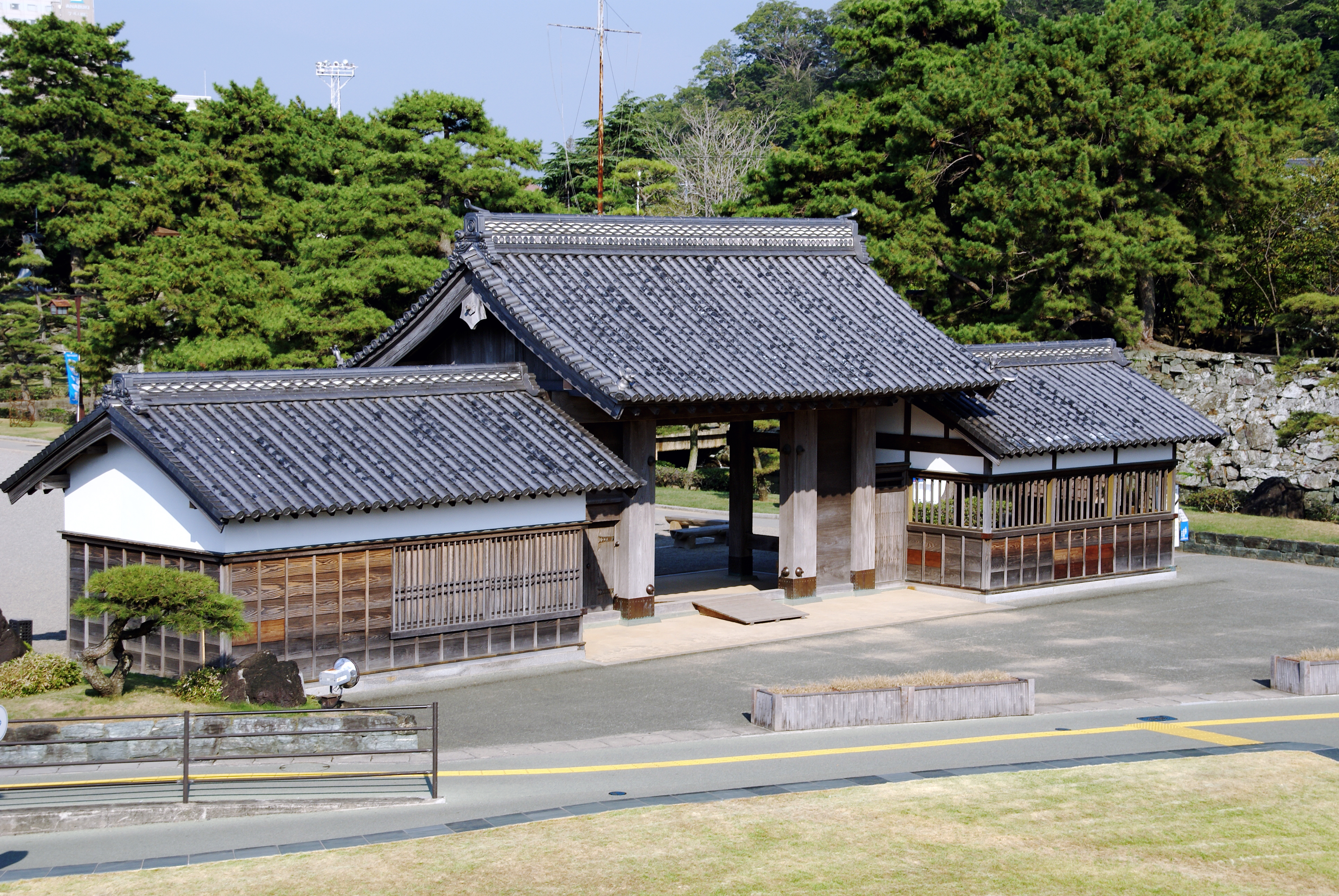
Reconstitution de la porte de l'aigle.
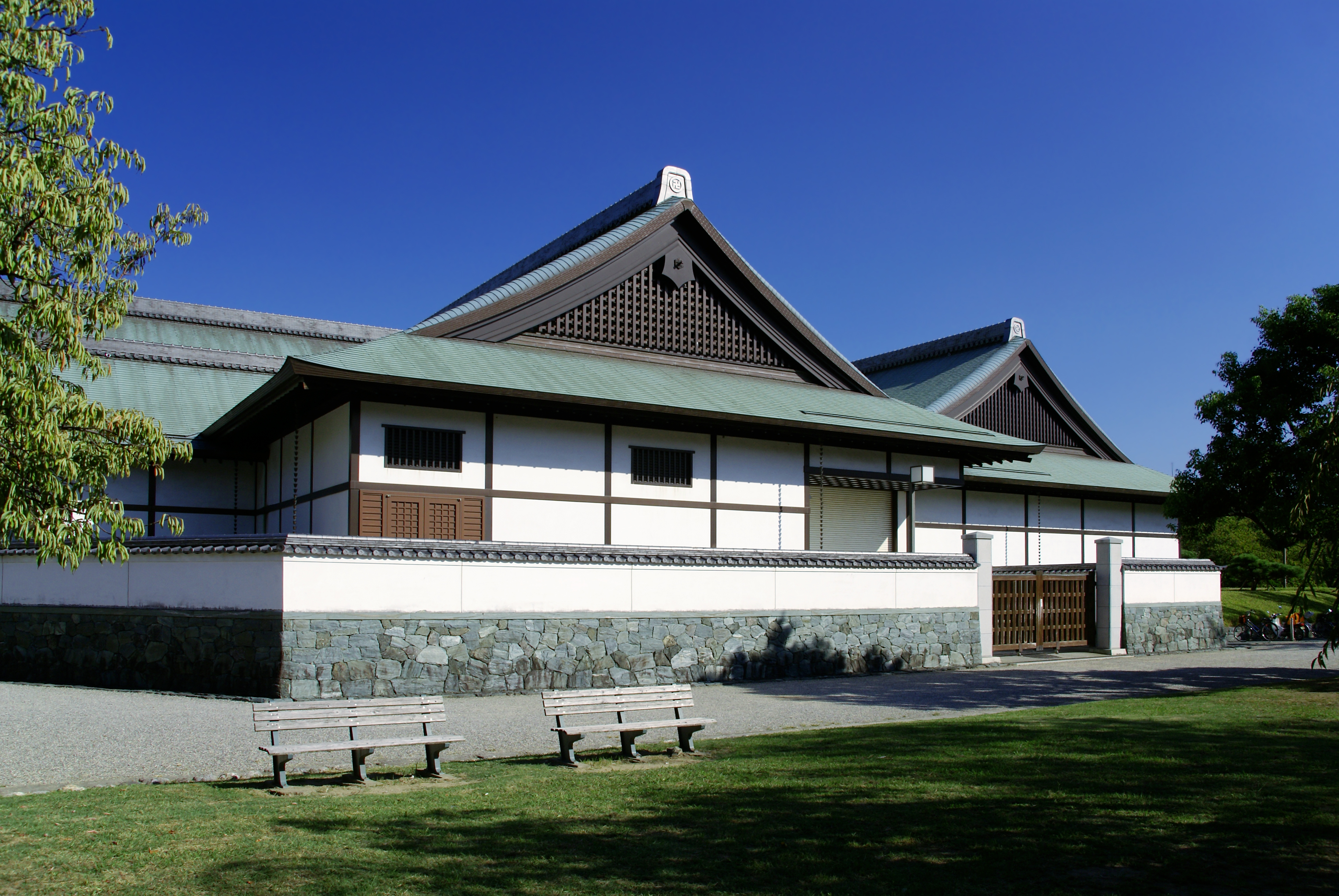
Musée du château.